# Святые апостолы Пётр и Иоанн Богослов (фреска из Фараса)
Святые апостолы Пётр и Иоанн Богослов — памятник нубийской стенной живописи, датируемый периодом VIII век — первая половины X века, выполненный темперой по илистой штукатурке в технике а секко. Автор неизвестен.
Стенопись была обнаружена в соборе Фараса на территории древней Нубии в современном Судане группой польских археологов во время одной из археологических экспедиций, проведенных в 60-х годах XX века под эгидой ЮНЕСКО (так называемая Нубийская кампания или Нубийская операция). С 1964 года находится в коллекции Национального Музея в Варшаве. После проведения реставрационных работ была выставлена в VI зале Галереи Фарас.

## Археологический контекст
Стенопись располагалась в двух метрах над полом на северной стене в северном нефе собора, находящимся возле западной стены, которая отделяет неф от притвора. Высота фигур апостолов составляет два метра, а их лиц — 33 сантиметра. На стенах нефов собора в Фарасе сохранились фрагменты других больших, стоящих фронтально фигур, возможно, это остальные апостолы. Их портреты, соседствуя с изображениями епископов Фараса, должны были свидетельствовать о непрерывности апостольского наследия.
Апостолы Пётр и Иоанн вместе совершали миссионерские путешествия, также апокрифические тексты упоминают о совместном участии обоих во многих событиях, связанных с Богородицей (в частности, в успении и обнаружении её нерукотворного образа на столпе храма в Лидде). Возможно, именно по этой причине они изображены вместе.

## Иконография
Оба святых апостола изображены фронтально в положении стоя. Апостол Пётр изображен в правой части росписи, апостол Иоанн Богослов — в левой. Оба одеты в длинные хитоны белого цвета с расположенными посередине двумя вертикальными полосами (Ποταμοί) фиолетового цвета. На тунику наброшен плащ гиматий, покрывающий плечи и доходящий до колен. Контуры одежды нарисованы чёрной краской, складки — жёлтыми и фиолетовыми линиями. Оба святые носят характерную обувь пурпурного цвета.

### Апостол Пётр
Руки апостола Петра согнуты в локте, а выступающие из-под гиматия ладони приподняты до уровня живота. В левой руке он держит ключ, нарисованный тёмно-фиолетовой краской. Лицо святого выполнено в стилистике восточного искусства — вытянутое, чётко выделенные фиолетовой краской большие, округлые глаза с хорошо заметными зрачками, белками и обоими веками. Между глазами изображён прямой, длинный нос, выделенный фиолетовыми и жёлтыми линиями. Лицо окружено длинной бородой и короткими волосами с залысинами, чётко обозначенными светло-фиолетовой линией. Борода сливается с усами, покрывающими губы. По обе стороны лица изображены большие, отстающие уши, они выделены тёмно-фиолетовыми линиями. Голову святого окружает нимб серого цвета с чёрным контуром.

### Апостол Иоанн Богослов
Иоанн Богослов заслонён правым плечом апостола Петра, это создаёт впечатление, что он стоит чуть позади. Его левая рука согнута в локте, ладонь расположена на животе. В этой руке апостол Иоанн держит большую книгу, контуры которой обозначены чёрным цветом. Её крышка красного, а боковая часть справа — белого цвета. Крышка декорирована белыми прямоугольниками, выделенными чёрной линией, вероятно, это драгоценные камни. Лицо Иоанна ещё более узкое и продолговатое, нежели лицо апостола Петра. Борода и отстающие уши контрастируют с ним в меньшей степени, хотя и черты лица заметно острее. Нос — прямой и длинный, как у апостола Петра, выделен чёрными и жёлтыми линиями. Глаза миндалевидной формы, другой чем у Петра, со зрачком также в виде большой чёрной точки. Также и контур лица, брови, губы, борода и усы нарисованы чёрными линиями. Контур глаз же выделен фиолетовой линией.

## Стиль стенописи
По своему стилю стенопись реализует типичные для восточной живописи каноны: фигуры имеют, безусловно, идеализированный характер, святые лишены каких-либо индивидуальных черт, характерных для портретного реализма. В соответствии с традицией византийского искусства игнорируется разница в возрасте между старшим Петром и младшим Иоанном. Иоанн Богослов, также как и Пётр, изображён почтенным человеком с величественной серой бородой. Личности апостолов подчеркнуты символами, разработанными византийскими художниками — ключ у апостола Петра и книга, атрибут евангелистов, у Иоанна Богослова.
На изображении выделяются две области, которые можно назвать линейными, они особенно заметны в геометрическом способе изображения щетины на щёках. Этот способ представления, наряду с лицами продолговатой формы и использованием линий фиолетового цвета, характерен также для других памятников настенной живописи из Фараса, прежде всего, для стенописи со святым Игнатием Антиохийским, находящейся в настоящее время в Национальном Музее Судана в Хартуме, и для стенописи с неизвестным архиепископом, которая находится в Национальном Музее в Варшаве. Все три памятника являются, вероятнее всего, работой одного и того же цеха, расписывавшего стены собора Фараса в VIII веке. Принимая во внимание стилистическую общность и использование фиолетового красителя, техника и композиция этих стенописей называется «фиолетовым стилем».

## Надписи на стенописи
Изображения сопровождаются надписями на греческом языке, сделанными тёмной краской.

### Надпись возле апостола Иоанна Богослова
Надпись имеет размеры 55 × 20 см. Она находится слева и написана в две строки: вертикальная и горизонтальная, которая начинается со знака креста.
+ [Ὁ ἃγ]ιος Ἰωάνν[ης] ἀπ[όστ]ολος εὐαγγελιστής
κ(αὶ) θεολόγος
+ Святой Иоанн, апостол и евангелист, богослов.

### Надпись возле апостола Петра
Надпись имеет размеры 60 × 20 см. Она находится в правой части изображения. Предположительно, надпись должна была быть написана в две строки: вертикальная слева и горизонтальная вверху, соединяющиеся над головой апостола Петра в месте, отмеченным знаком креста. Но, скорее всего, художнику не хватило места для всей надписи, и он закончил её, спускаясь вниз, на второй вертикальной строке справа. Горизонтальная строка заканчивается на слове ἀπόστολος, которое включает в себя одно исправление — букву τ, расположенную над буквами σο:
+ Ὁ ἃγιος Πέτρος κορυφαί[u]ς τῶν
ἀποστ[τ]ό[λω]ν κ(αὶ) κλιδoūχ(задний) [τ]ῆς
βασ(ιλείας) τ(ῶν) oὐ(ρα)νῶν
+ Святой Петр, Князь Апостолов, хранитель ключей от Царства Небесного.